# مايك فيلوز
مايك فيلوز (بالإنجليزية: Mike Fellows)‏ هو موسيقي أمريكي، ولد في 20 سبتمبر 1965 في واشنطن العاصمة في الولايات المتحدة.

## وصلات خارجية
- مايك فيلوز على موقع ميوزك برينز (الإنجليزية)
- مايك فيلوز على موقع أول ميوزيك (الإنجليزية)
- مايك فيلوز على موقع ديسكوغز (الإنجليزية)
- مايك فيلوز على موقع قاعدة بيانات الفيلم (الإنجليزية)